# Бедер Веніамін Львович
Бедер Веніамін Львович (Авраам Лейбович) (15 березня 1897, м. Київ — 14 березня 1946, м. Вінниця) — професор, психоневролог.

## Життєпис
В. Л. Бедер був дванадцятою наймолодшою дитиною у багатодітній родині крамаря.
У 1917 р. закінчив 1-ше Київське комерційне училище, а в 1922 р. Київський медичний інститут.
1922—1924 рр. працював ординатором, 1924—1925 рр. — молодшим асистентом, 1927—1929 асистентом, 1929—1933 рр. — старшим асистентом клініки нервових хвороб Київського інституту удосконалення лікарів під керівництвом видатного невролога, академіка Бориса Микитовича Маньківського.
1925—1927 рр. очолював водолікарню у м. Кам'янець-Подільський, нині Хмельницької обл.
1933—1935 рр. працював старшим науковим співробітником, завідувачем 1-ї клініки Київського психоневрологічного інституту та одночасно очолював клініку нервових хвороб інституту на базі Київської психіатричної лікарні ім. І. П. Павлова.
1934—1935 рр. Веніамін Львович — приват-доцент клініки нервових хвороб Київського медичного інституту.
У листопаді 1935 р., за направленням Народного Комісаріату охорони здоров'я УРСР, прибув до м. Вінниці. В цьому ж році отримав звання професора.
Бедер В. Л. — один із перших викладачів Вінницького державного медичного інституту. На базі інституту заснував кафедру нервових хвороб (1935—1941), одну з кращих в Україні.
У липні 1941 р. В. Л. Бедер евакуювався до Саратовської області. Служив військовим лікарем 2-го рангу, начальником медичної частини евакуаційного шпиталю № 1684 (м. Вольськ, 1941), провідним невропатологом нейрохірургічного евакуаційного шпиталю № 1056 (м. Саратов, 1942—1943), старшим консультантом-невропатологом евакуаційних шпиталів Івановської області (1943—1944).
У 1944 р., після визволення м. Вінниці від нацистських окупантів, Веніамін Львович одним із перших повернувся до міста й очолив кафедру нервових хвороб. Був призначений в. о. директора Вінницького медичного інституту й перебував на цій посаді з квітня до вересня 1944 р. Він багато зусиль доклав для відбудови Вінницького медичного інституту.
В. Л. Бедер працював у спеціальному обласному комітеті, який надавав значну допомогу пораненим, хворим бійцям, командирам Радянської армії і шпиталям.
Протягом багатьох років був членом секції наукових працівників, заступником голови Вінницького наукового медичного товариства, головою вченої ради Вінницького обласного відділу охорони здоров'я.
14 березня 1946 р. Веніамін Львович Бедер помер.